# 厄尔士山区塔尔海姆
厄尔士山区塔尔海姆（德語：Thalheim/Erzgeb.），简称塔尔海姆（德語：Thalheim，發音：[ˈtaːlˌhaɪm] ⓘ），是德国萨克森州厄尔士山县的城市，面积10.79平方千米，人口为人。